# Chinese Democracy (canção)
"Chinese Democracy" é uma canção da banda norte-americana de hard rock Guns N' Roses e a faixa-título de seu sexto álbum de estúdio de mesmo nome. Foi lançado como single no formato airplay em 22 de outubro de 2008 e na iTunes Store em 9 de novembro do mesmo ano. Foi composta por Axl Rose e Josh Freese.
A música se inicia com uma longa introdução eletrônica que dura um minuto, na qual podem ser ouvidas pessoas chinesas conversando até que um riff de guitarra inicia a canção.[carece de fontes?] A música foi apresentada pela primeira vez no show de volta em 2001, Las Vegas. Desde então, a canção sofreu várias modificações, inclusive no riff de abertura e no solo. Foi o primeiro single do álbum e se tornou um hit em vários países no mundo.

## Origens
Antes de ser lançada como single, "Chinese Democracy" havia sido tocada ao vivo pelo Guns N' Roses durante a Chinese Democracy World Tour em 2001, 2002, 2006 e 2007.
| “ | O filme Kundun estava passando na televisão, que é sobre o Dalai Lama. Eu estava me preparando para sair... e era o fim do filme. E o Dalai Lama estava para atravessar a fronteira para, você sabe, entrar em exílio do seu próprio país pelo resto da sua vida. E ele olha para os homens que o ajudaram, e você sabe que ele escapou do governo Chinês. E ele olha para eles e acena, e eles acenam de volta. E então eles mostram uma cena onde ele olha novamente para os homens e vê cada um deles morto. Porque ele sabia que eles seriam mortos, e eles sabiam que ajudá-lo causaria as suas mortes. E você sabe a emoção da próxima canção, que é sobre isso tudo. Não é uma canção inteligente. Não tem a resposta para nada. E não é necessariamente a favor ou contra a China. É só que a China, no momento, simboliza um dos mais fortes, porém mais opressivos, países e governos no mundo. E nós [Americanos] somos sortudos por viver num país livre. E só de pensar nisso eu fico com raiva, e nós escrevemos essa pequena música chamada "Chinese Democracy". | ” |

## Reprodução
"Chinese Democracy" foi tocada ao vivo na maioria dos shows do Guns N' Roses desde a primeira Chinese Democracy World Tour em 2001. A cada turnê, a música mudava drasticamente, ganhando mais estrutura de fundo e partes de guitarra, com um segundo solo parecido com o da versão do álbum. A partir da turnê 2009/2010, ela vem sendo a música que abre os shows.

## Músicos
- Axl Rose - vocais
- Dizzy Reed, Chris Pitman, Axl Rose - teclados
- Dizzy Reed - backing vocals
- Tommy Stinson - baixo, backing vocals
- Chris Pitman - sub-baixo
- Buckethead, Robin Finck - guitarras solo
- Paul Tobias, Richard Fortus, Ron "Bumblefoot" Thal - guitarras rítmicas
- Frank Ferrer - bateria

Músicos adicionais
- Eric Caudieux, Caram Costanzo - intro